# 위산영우
위산영우(潙山靈祐, 771~853)는 중국 당나라 시대의 선사로 위앙종의 만든 앙산혜적의 스승이다. 또한, 위산영우 자신은 위앙종과 임제종의 9대 조사인 백장회해, 임제종의 10대 조사인 황벽희운의 제자였다.
제자로는 앙산혜적이 있다. 그래서 위산영우의 "위"와 앙산혜적의 "앙"을 따서 위앙종이 된 것이다.

## 생애
15세에 건선사에서 승려가 되었다. 23세에 백장회해의 제자가 되었다.
당나라 원화 말년(806~820)에 백장회해의 명을 받아 장사로 가던 중에 대위산을 지날 때였다. 군민이 다투어 모여들었다. 여기에 절을 짓고 40여년 불법을 설하였다.
당나라 대중 7년(853) 정월에 아무런 병도 없이 앉아서 입적했다. 나이는 83세였다.

## 일화

### 참 부처가 여여하다
제자인 앙산혜적이 위산영우에게 참 부처가 어디에 머무느냐고 물었다. 위산영우가 다음과 같이 대답했다.
생각하되 생각함이 없는 묘로써
 신령한 불꽃의 무궁함을 돌이켜 생각하여
 생각이 다하고 근원에 돌아가면
성품과 형상이 항상 머물며
 이치와 현상이 둘이 아니며
 참 부처가 여여하니라

앙산혜적이 문득 깨달았다.